# トラヴィス・マイヤー
トラヴィス・マイヤー（Travis Meyer、1989年6月8日 - ）は、オーストラリア、ヴィヴィーシュ出身の自転車競技選手。トラヴィス・メイヤーとも表記される。

## 来歴
キャメロン・マイヤーは実兄で、同じく自転車競技選手である。
2006年
- ジュニア世界選手権自転車競技大会
  - マディソン 優勝（+ キャメロン・マイヤー）
  - 団体追抜 優勝（+ ジャック・ボブリッジ、リー・ハワード、キャメロン・マイヤー）

2007年
- ジュニア世界選手権自転車競技大会
  - 個人追抜 優勝
  - スクラッチ 優勝
  - 団体追抜 優勝（+ ジャック・ボブリッジ、リー・ハワード、グレン・オシェイ）

2008年
- ツアー・オブ・ウェリントン 総合優勝
- ツアー・オブ・ベルリン 総合優勝

2009年
- オーストラリア選手権 団体追抜 優勝
- ツール・ド・パース 総合優勝

2010年、ガーミン・トランジションズ（後のガーミン・バラクーダ）と契約を結ぶ。
- オーストラリア選手権 個人ロードレース 優勝
- UCIトラックワールドカップ2009-2010
  - 北京 - 団体追抜 優勝

2012年、グリーンエッジに移籍。